# 양동이 (종합격투기 선수)
양동이(1984년 12월 7일 ~ )는 대한민국의 종합격투기 선수다.

## 출신학교
- 중화중학교
- 면목고등학교
- 용인대학교 동양무예학 학사